# 弗朗蒂謝克·拉伊托拉爾
弗朗蒂謝克·拉伊托拉爾（1986年3月12日—2017年4月23日）是捷克的一位足球運動員。在場上司職右後衛。效力于土耳其足球超级联赛的加济安泰普队。曾效力于捷克足球甲級聯賽球隊比爾森勝利足球俱樂部。他也代表捷克國家足球隊參賽。 
2017年4月23日，他在位于加濟安泰普的家中上吊身亡，享年31歲。